# Metanephrops sibogae
Metanephrops sibogae är en kräftdjursart som först beskrevs av De Man 1916.  Metanephrops sibogae ingår i släktet Metanephrops och familjen humrar. IUCN kategoriserar arten globalt som livskraftig. Inga underarter finns listade i Catalogue of Life.